# Alopecosa orotavensis
Alopecosa orotavensis este o specie de păianjeni din genul Alopecosa, familia Lycosidae. A fost descrisă pentru prima dată de Strand, 1916.
Este endemică în Insulele Canare. Conform Catalogue of Life specia Alopecosa orotavensis nu are subspecii cunoscute.